# Acrocercops symbolopis
Acrocercops symbolopis là một loài bướm đêm thuộc họ Gracillariidae. Nó được tìm thấy ở Ấn Độ và Thái Lan.
Ấu trùng ăn Achras sapota và Manilkara zapota. Chúng có thể ăn lá nơi chúng làm tổ.